# Darantasia mesosema
Darantasia mesosema là một loài bướm đêm thuộc phân họ Arctiinae, họ Erebidae.